# 瑟楚夫

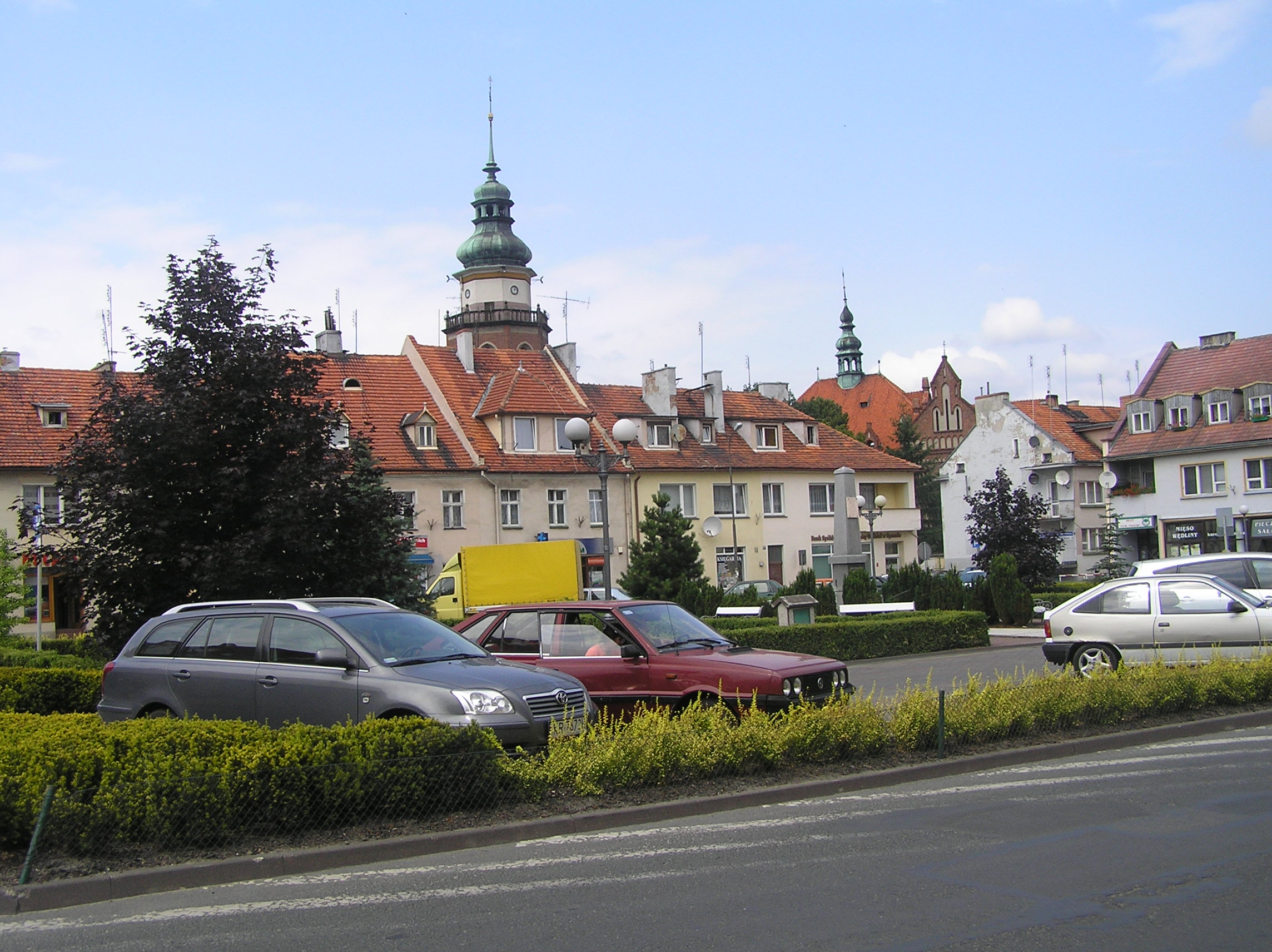

瑟楚夫是波蘭的城鎮，位於該國西部，距離首府弗罗茨瓦夫約27公里，由下西里西亞省負責管轄，始建於十三世紀，面積17.05平方公里，2006年人口10,712。

## 外部連結
- （波兰語） Polnisch Wartenberg - Groß Wartenberg - Syców
- Jewish Community in Syców （页面存档备份，存于） on Virtual Shtetl

51°18′36″N 17°43′25″E / 51.31000°N 17.72361°E